# Maryna Vroda
Maryna Anatoliivna Vroda (en ukrainien : Марина Анатоліївна Врода), née le 22 février 1982 est une réalisatrice et scénariste ukrainienne.

## Jeunesse et éducation
Né le 22 février 1982 à Kiev et est diplômée de l'école secondaire no 113 de Kiev. Elle s'inscrit ensuite à l'Université nationale de théâtre, de cinéma et de télévision Karpenko-Kary de Kiev et obtient un diplôme en réalisation en 2007. Elle participe aux séminaires dirigés par Valery Sivak et Mykhaïlo Ilienko,.

## Carrière
Maryna Vroda collabore avec Sergei Loznitsa après avoir obtenu son diplôme. Des festivals de cinéma d'Europe de l'Est et de l'Ouest projettent ses films d'étudiants en 2008,. Elle produit une série de courts métrages dont Forgive (2003), The Rain (2007), The Oath (2007) et Family Portrait (2009). Son court métrage Cross reçoit la Palme d'or du court métrage lors du Festival de Cannes 2011. Vroda fréquente le Berlinale Talent Campus en 2010 et la Konrad Wolf Film University de Babelsberg (en) en 2016 pour poursuivre des études de master.
Après avoir reçu le Prix de la Critique de Locarno et le Prix du Meilleur Réalisateur, Maryna Vroda présente son idée de film au Seminci avant de présenter devant le public l'idée de son premier long-métrage Stepne en 2023,. Selon elle, Stepne est une émotion née du « sentiment d'avoir perdu un pays », l'Ukraine, et c'est ce qui la motive à « rentrer chez elle ». En novembre 2023, Stepne remporte le prix du meilleur long métrage au Scanorama. Au 35e Festival international du film de Trieste, en Italie, Stepne est récompensé par le jury pour son portrait émouvant d'une nation en ruine, qui allie habilement douceur et sincérité pour explorer les thèmes de la souffrance et des rêves déçus.

## Positions politiques
Maryna Vroda refuse le prix du festival du film Kinoshock en septembre 2015 pour montrer son soutien au cinéaste ukrainien Oleh Sentsov, emprisonné en Russie. Elle signe une lettre ouverte envoyée en juin 2018 aux dirigeants étrangers par des législateurs, des défenseurs des droits de l’homme et des dirigeants culturels les exhortant à défendre Sentsov et les autres prisonniers politiques.

## Vie privée
Maryna Vroda partage actuellement son temps entre Berlin et Kiev. Son grand-père fut incarcéré par les troupes allemandes pendant la Seconde Guerre mondiale.

## Filmographie
| Année | Titre                         | Genre         | Remarques                           |
| ----- | ----------------------------- | ------------- | ----------------------------------- |
| 2003  | Forgive                       | Court métrage |                                     |
| 2006  | Family Portrait               | Court métrage |                                     |
| 2007  | The Rain                      | Court métrage |                                     |
| 2007  | The Vow                       | Court métrage |                                     |
| 2011  | Cross                         | Court métrage | Réalisatrice et scénario            |
| 2014  | Snails                        |               |                                     |
| 2015  | Penguins                      |               |                                     |
| 2017  | The Oath                      | Court métrage |                                     |
| 2022  | Himmel & Erde - Небо та Земля | Séries TV     |                                     |
| 2023  | Stepne                        | Long métrage  | Scénariste, productrice et monteuse |

## Prix et reconnaissances
À l'occasion de la Journée du cinéma ukrainie en 2023, le président Volodymyr Zelensky signe un décret (no 465/2023) nommant Maryna Vroda, Artiste émérite de l'Ukraine et décernant des médailles d'État à d'éminents professionnels du cinéma.